# Grand Som

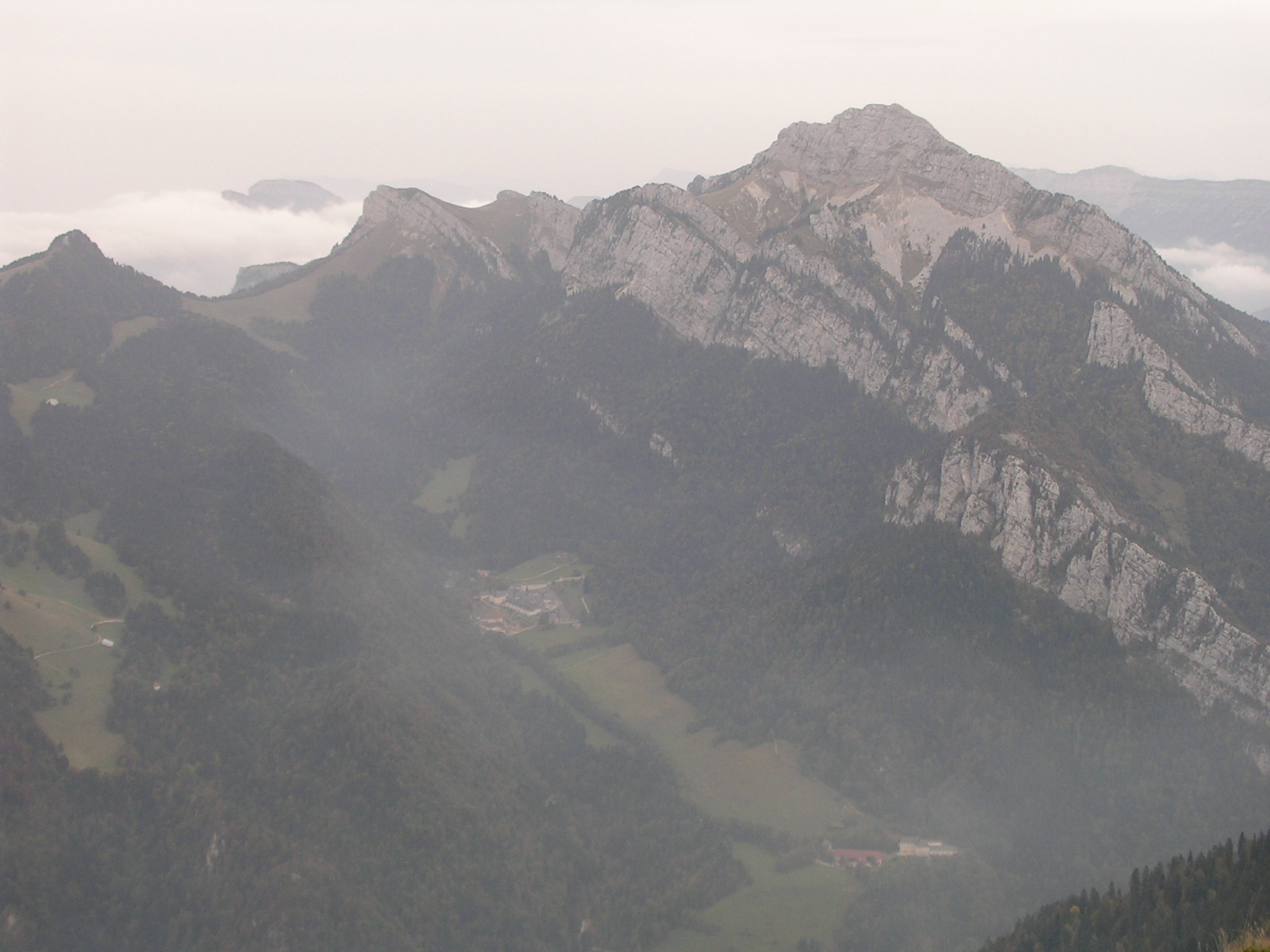
Grand Som

De Grand Som (2026 m) is een bergtop in de Chartreuse, een bergmassief in de Franse Voor-Alpen.
Het klooster de Grande Chartreuse ligt in een vallei die eindigt in een bergkam waarvan de Grand Som de hoogste top vormt.